# Ерд
Ерд (на унгарски: Érd) е град в Унгария. Населението му е 66 892 жители (по приблизителна оценка за януари 2018 г.), а площта 60,54 кв. км. Намира се в часова зона UTC+1.
Пощенският му код е 2030, а телефонния 23.